# Сумы
Су́мы (укр. Суми) — город на северо-востоке Украины, административный центр Сумской области, Сумского района, Сумской городской общины, а также является центром 
Сумской агломерации.
Население города составляет 268 409 человек в 2025 году, занимаемая территория — 95,3 км².

## Географическое положение
Город Сумы находится на берегу реки Псёл в месте впадения в неё реки Сумки (прежней Сумы). Сумка в черте города принимает притоки Стрелку (прежнюю Сумку) и Попадьку.
На территории города находится большое озеро Чеха и несколько больших гидрокарьеров.
Через город проходят автомобильные дороги Н-07, Н-12, Т-1901, Р-45, Р-61, Р-44 и железная дорога, станции Сумы, Сумы-Товарная, Олдыш и Басы.

## Этимология
Своё название город получил от речек Сума и Сумка, которые омывали его с двух сторон. До наших дней дошла легенда, что на месте, где стоят Сумы, были найдены охотничьи сумки. Это нашло отражение в гербе города, утверждённом в 1781 году: три чёрные сумки с перевязями и золотыми пуговицами на щите прямоугольной формы. Существует несколько легенд о происхождении названия города Сумы. Ниже приведены некоторые из них.
- В середине XVII века на северо-востоке современной Украины в местности необыкновенно живописной, со следами многочисленных древних славянских поселений, но тогда совершенно безлюдной, возник город-крепость. Руководил её сооружением воевода К. Арсеньев, который писал царю Алексею Михайловичу: «…а город, Государь, Сумин стал на реке Псле и на устье реки Сумы и миж малые речки Сумки, а малая, Государь, речка Сумка впала в речку Суму, а Сума-река в реку Псёл». Строили крепость вместе с русскими служилыми людьми украинские переселенцы из-за Днепра, ставшие жителями городских посадов и окрестных слобод. Именно среди них и родилась легенда об охотничьих сумках, давших имя городу. Три сумы, полных золота, были найдены в дубовом лесу, словно Знак Благословения для основания города. Так или иначе, но на знамени Сумского слободского казацкого полка, ведущего своё начало с 1651 года была эмблема в виде трёх сум, ставшая с 1781 года официальным гербом города.
- Герольдмейстер М. М. Щербатов, который собственно в 1775 году и разработал герб города как знак для знамени Сумского гусарского полка, руководствовался легендой об обнаруженных в районе будущей Сумской крепости казаками Г. Кондратьева трёх сумок с золотом, утерянных то ли курьерами Хмельницкого, то ли царскими посланцами. Но вероятнее всего, что своим названием город обязан гидронимам Суме (теперь Сумка) и Сумке (теперь Стрелка), которые задолго до основания города имели такое название.

Название города происходит от названия реки Сумка (Сума), в основе которого, возможно, тюркское слово су — «вода».

## История

### Древние времена
Люди издавна начали селиться по обоим берегам реки Псёл. В районе с. Тимирязевка (юго-западный пригород) найдены остатки захоронений I тыс. до н. э. Уже во II—VI столетиях новой эры здесь жили славянские племена, остатки их поселений и могильников обнаружены в юго-западной части города, на улице Павлова, Круговая. В VIII—X веках в районе бывшего села Тополя (ныне ул. Тополянская города Сумы) существовало поселение северян, а на Луке до настоящего времени сохранились остатки большого городища времён Киевской Руси, которое некоторые историки отождествляют с древнерусским городом Липецком. В районе с. Зелёный Гай — Житейское находится крупное Берлицкое городище с остатками поселения IX—XI веках, около 14 курганных групп захоронений, а также остатками захоронений скифского периода. Берлицкое городище, по одной из гипотез, соотносится с летописным городом Бирин, в пользу чего говорит и существование здесь на протяжении нескольких веков Биринской волости. В центральной части города находятся остатки древнерусского городища XI в., на основе которого (вероятно, и его же названия) и восстановлен Сумин город при заселении в 1652 году.
Поселение возникло в 1650-е годы на месте Липенского городища — предположительно, в 1652 году, однако до 1659 года эти места заселяли несколькими волнами переселенцы из-за реки Днепр и точная дата основания города не установлена.
Во второй половине XVII века, после поражения под Берестечком войск Богдана Хмельницкого и подписания Белоцерковского мира (следствием которого стало усиление эксплуатации и национального гнета православного населения польскими магнатами) переселение не желавшего принимать католическую веру православного населения Речи Посполитой на восток усилилось. В 1655 году на территорию Русского государства с группой казаков-переселенцев Белоцерковского полка из местечка Ставище пришёл Герасим Кондратьев, будущий сумский полковник. Ему было выделено для поселения место у впадения реки Сумки в Псёл. Одновременно был прислан царский воевода Кирилл Арсеньев для строительства крепости. Оба считаются основателями Сум.
В 1656—1658 годах была построена деревянная Сумская крепость, под крепостью выкопали подземный ход к воде, насыпали вокруг крепости вал и выкопали глубокий ров. Оборонные сооружения дополнялись природными: реки Псёл, Сума и Сумка с трёх сторон опоясывали город. С юга подступы к Сумам ограждал сделанный в 1658 году перекоп между Пслом и Сумкой. Перекоп был сделан по линии современной улицы Антонова. Улица Перекопская располагается на несколько сотен метров севернее.
В 1658 году Сумы вошли в состав Белгородской линии укреплений, которая защищала южные границы Российского царства от нападений крымских татар и стали центром Сумского слободского казачьего полка.
В 1659, 1663, 1668 годах город подвергался набегам крымских татар. Несмотря на осаду, татарам ни разу не удалось захватить город. Отличились сумские казаки в боях с турками при Чигирине в 1677—1678 годах во время русско-турецкой войны 1672—1681 годов.
В 1687 году и в 1689 году Сумская крепость являлась сборным пунктом российских войск для крымских походов.

### Российская империя
В 1708 году город был приписан к Киевской губернии, в 1732 году — передан в состав Белгородской губернии.
3 марта 1765 года Императрица Всероссийская Екатерина II повелела губернатору Слободско-Украинской губернии премьер-майору лейб-гвардии Измайловского полка Щербинину в Сумах полк переформировать с добавлением чинов из Чёрного, Молдавского, Сербского и Грузинского гусарских полков в Сумский гусарский полк. Полк находился в г. Сумы с 3 марта 1765 до 1768 года (в дальнейшем, полк участвовал в русско-турецкой войне 1768—1774 гг., после окончания которой в 1774—1777 находился в Москве).
После образования 25 апреля 1780 года Сумского уезда Сумы получили статус уездного города. 29 сентября 1780 года Слободско-Украинская губерния преобразована в Харьковское наместничество.
В XIX веке город Сумы являлся волостным центром Сумской волости и административным центром одноимённого уезда Харьковской губернии и получил известность как крупный торговый центр.
В 1877 году через Сумы была проложена железная дорога, соединившая город с Люботиным и Ворожбой.
31 октября 1888 года после упразднения Харьковского военного округа Сумский уезд Харьковской губернии и уездный город вошли в состав Киевского военного округа.
По данным переписи 1897 года в Сумах жили 27 564 человек, из них 19 440 (70,53 %) указали украинский (в переписи — «малорусский») язык родным, русский («великорусский») — 6 642 (24,10 %), идиш («еврейский») — 729 (2,64 %), немецкий — 280 (1,02 %), другие языки — 473 (1,71 %).

### Украинские освободительные соревнования
Во время революционных событий 1917 года Украинская Центральная Рада, с целью установить автономию Украины в составе России, начала претендовать на почти все территории, в пределах которых были расселены этнические украинцы, включая Сумы. Правда, Временное правительство не признавало УЦР право на управление очерченными землями в полном объёме, в частности в Сумах. С провозглашением Украинской Народной Республики, 6 марта 1918 года город становится земским центром Слобожанщины по тогдашнему административно-территориальному разделению. Во время Первой советско-украинской войны большевики захватывают Сумы. Получив поддержку в Германии, 1 апреля 1918 года украинские войска заняли Сумы и Ахтырку, выйдя к условной украинско-российской границе.
После прихода к власти Павла Скоропадского и образования Украинской державы, Сумы, по новому административному разделу вошли в Харьковскую губернию. В январе 1919 г. с интервенцией войск Антанты на северных и северо-восточных границах УНР появились большевистские войска. Под предлогом оказания помощи восставшим против гетмана рабочим и крестьянам они развернули наступление в двух направлениях: Ворожба — Сумы — Харьков и Гомель — Чернигов — Киев. В ходе второго наступления советских войск, город снова был освобождён.

### СССР
В январе 1919 года в городе была установлена Советская власть.
7 марта 1923 года Сумский уезд был упразднён, Сумы стали центром Сумского округа и Сумского района Харьковской губернии.
В июне 1925 года управление Харьковской губернии упразднено. Сумский округ перешёл в непосредственное подчинение Совету Народных Комиссаров УССР (столичный город Харьков). Значимость города поднялась.
По данным переписи 1926 года, украинцы составляли 80,7 % населения города, русские — 11,9 %, евреи — 5,5 %. Украинский язык родным назвали 50,0 % населения Сум, русский — 45,3 %, еврейский — 2,5 %.
В ходе индустриализации 1930-х годов в Сумах развивается промышленность, город стал центром производства оборудования для свеклосахарных заводов. Также развивается культура — открыты педагогический институт, краеведческий музей и театр (1933).
27 февраля 1932 года Указом Президиума Верховного совета СССР образована Харьковская область УССР. Сумский район перешёл в прямое подчинение Харьковскому Совету народных депутатов УССР.
10 января 1939 года город стал административным центром Сумской области.

### Вторая мировая война
После начала Великой Отечественной войны в городе началось формирование 293-й стрелковой дивизии (командиром которой 10 июля 1941 года был назначен полковник П. Ф. Лагутин).
1 октября началась Харьковская оборонительная операция 1941 года (другое название Сумско-Харьковская оборонительная операция). 40-я армия прикрывала сумское направление Харьковского промышленного района.

#### Оккупация Третьим рейхом
10 октября 1941 года город был оккупирован наступавшими немецкими войсками.
2 сентября 1943 года в ходе наступления на киевском направлении освобождён советскими войсками 38-й армии Воронежского фронта в составе: 340-й сд (полковник И. Е. Зубарев) 50-го ск (генерал-майор С. С. Мартиросян), части войск 167-й сд (генерал-майор И. И. Мельников) 51-го ск (генерал-майор П. П. Авдеенко). Войскам, участвовавшим в освобождении г. Сумы, приказом Верховного Главнокомандующего И. В. Сталина от 2 сентября 1943 года была объявлена благодарность и дан салют 12 артиллерийскими залпами из 124 орудий в Москве. Отличившиеся в боях за освобождение города соединения (167-я стрелковая дивизия, 232-я стрелковая дивизия и 340-я стрелковая дивизия) получили наименование «Сумских».

#### Послевоенное время
В соответствии с четвёртым пятилетним планом восстановления и развития народного хозяйства СССР город был отстроен: были восстановлены промышленные предприятия, в 1946—1955 годах было восстановлено и построено 85 586 м² жилья. В 1955 году здесь действовали насосный завод, ремонтно-механический завод, суперфосфатный завод, мебельная фабрика, суконная фабрика, швейная фабрика, один из крупнейших в СССР сахарных заводов, мясокомбинат, ликёро-водочный завод, мельничный завод, птицекомбинат, а также педагогический институт, три техникума, медицинское училище, ремесленное училище, 5 школ рабочей молодёжи, 2 школы ФЗО, музыкальная школа, 11 средних, 6 семилетних и 1 начальная школа, областной драматический театр, филармония, два музея, 7 кинотеатров, 8 клубов, 60 библиотек, Дом пионеров.
В 1961 году был создан Сумский комбинат хлебопродуктов.
В 1966—1971 годах был построен стадион «Авангард».
В 1978 году здесь действовали: машиностроительный завод им. Фрунзе (оборудование для химической промышленности), насосный, электронных микроскопов им. 50-летия ВЛКСМ, тяжёлого компрессоростроения, чугунолитейный; фарфоровый, сахарорафинадный, ликёроводочный, молочный заводы; мясокомбинат; фабрики: суконная, швейная, обувная; Сумское производственное объединение «Химпром»; также комбинат строительной индустрии, производство мебели. Учебные заведения: высшего образования: педагогический институт, филиал Харьковского политехнического института; среднего технического образования: машиностроительной, строительной, сахарной промышленности, советской торговли, кооперативный и сельскохозяйственный техникумы; начального профессионального образования: культурно-просветительное, медицинское, музыкальное училища. Художественный и историко-краеведческий музеи. Музыкально-драматический театр им. М. С. Щепкина, филармония.
В 1987 году введена в эксплуатацию Сумская камвольно-прядильная фабрика.
По данным переписи 1989 года, украинцы составляли 79,4 % населения Сум, русские — 18,9 %. Украинский язык родным назвали 71,4 % сумчан, русский — 27,6 %.

### Независимая Украина
По данным переписи 2001 года, население города составляло 294 852 человека. Украинцы составляли 84,58 % его населения, русские — 12,44 %. Украинский язык родным назвали 77,29 % сумчан, русский — 20,35 %.
В 1999—2002 годах построен стадион «Юбилейный» на 25 830 мест.
15 сентября 2015 года Верховная Рада Украины увеличила территорию Сум на 753,58 га (с 8 785 га до 9 538,58 га) за счёт 178 га земель, находившихся в ведении Песчанского сельского совета Ковпаковского района Сумской области; 172,68 га земель Червоненского сельсовета Сумского района и 402,9 га земель Сумского городского совета. За принятие проекта постановления № 2238а проголосовал 251 депутат при минимально необходимых 226.

#### В ходе российского вторжения
24 февраля 2022 года, в ходе вторжения России на Украину, Сумы подверглись атаке российских войск, начались бои за Сумы. На протяжении почти всего периода ведения наземных боевых действий в Сумской области российские войска находились под Сумами, обстреливая город и пытаясь взять его в окружение, что привело к тяжёлой гуманитарной обстановке. 8 апреля российские войска отступили с Сумской области.
13 апреля 2025 года Россия нанесла ракетный удар по центру Сум. Известно о 34 погибших, из них двое — дети. Пострадали 117 человек, среди них 15 детей.

## Население
| 1860   | 1897    | 2015     | 2019     |
| ------ | ------- | -------- | -------- |
| 11 313 | ↗27 564 | ↗270 870 | ↘265 758 |

По переписи 1660 года в городе проживало 2740 человек, в 1732 году — 7700 человек (из них 3818 мужского пола), в 1773 году — 9380 человек, в 1850 году — 10 256 человек.
Согласно «Ведомость подвороной переписи городов, местечек, сел, слобод и хуторов Сумского слободского полка», проведенной лейб-гвардии майором Михаилом Хрущовым в 1732 году (ЦГИАК Украины фонд 380 опись 2 дело 7) в городе проживало малороссов мужского пола 3804 человек, великороссов мужского пола 14. Козаков 610, подпомошников 2704. Школ 5, школярей 12. Госпиталей 3. Шинков 14. Полковых лекарей 1.
В 1898 году население города составляло 26 355 человек.
В советский период население Сум увеличилось, в 1939 году численность населения составляла 63,9 тыс. человек, в 1959 году — 98 015 человек, в 1970 году — 159 тыс., в 1975 году — 194 тыс. человек, в 1989 году — 291 264 человека, в 1991 году — 303,3 тыс. человек.
По данным переписи 2001 года в городе проживало 292 139 человек, на 1 января 2013 года — 269 177 человек, на 1 января 2016—267 633 человека.
По данным переписи 1926 года, украинцы составляли 80,7 % населения города, русские — 11,9 %, евреи — 5,5 %.
По данным переписи 1989 года, украинцы составляли 79,4 % населения Сум, русские — 18,9 %.
По данным переписи 2001 года, украинцы составляли 84,58 % населения Сум, русские — 12,44 %.

### Языковой состав
Родной язык населения по данным переписи 1897 года:
| Язык       | Численность, чел. | Доля     |
| ---------- | ----------------- | -------- |
| Украинский | 19 440            | 70,53 %  |
| Русский    | 6 642             | 24,10 %  |
| Идиш       | 729               | 2,64 %   |
| Немецкий   | 280               | 1,02 %   |
| Другие     | 473               | 1,71 %   |
| Итого      | 27 564            | 100,00 % |

По данным переписи 1926 года, украинский язык родным назвали 50,0 % населения Сум, русский — 45,3 %, еврейский — 2,5 %.
По данным переписи 1989 года, украинский язык родным назвали 71,4 % населения Сум, русский — 27,6 %.
Родной язык населения по данным переписи 2001 года:
| Язык       | Численность, чел. | Доля     |
| ---------- | ----------------- | -------- |
| Украинский | 225 784           | 77,29 %  |
| Русский    | 59 461            | 20,35 %  |
| Другое     | 6 894             | 2,36 %   |
| Итого      | 292 139           | 100,00 % |

Украинский язык является основным и единственным официальным языком города.
Вторжение России на Украину спровоцировало новую волну украинизации в городе, всё больше людей предпочитают говорить на украинском языке. Согласно опросу, проведённому Международным республиканским институтом в апреле-мае 2023 года, на украинском дома разговаривали 64 % населения города, на русском — 27 %.
Согласно опросу, проведённому Международным республиканским институтом в апреле-мае 2024 года, на украинском дома разговаривали 86 % населения города, на русском — 47 % (в отличие от опроса 2023 года был разрешён выбор нескольких вариантов).
По данным Государственной службы статистики Украины в 2023/24 учебном году все 91 513 учащихся в учреждениях общего среднего образования в Сумской области обучались в украиноязычных классах.

## Галерея
|                |                             |                                      |                            |                  |
| Троицкий собор | Усадьба Сухановых-Сумовских | Украинская академия банковского дела | Спасо-Преображенский собор | Сумская альтанка |

|                       |                      |                                           |                |                                          |
| Воскресенская церковь | Областная филармония | Художественный музей имени Н. Х. Онацкого | Городской парк | Костел Благовещения Пресвятой Девы Марии |

## Образование
Высшие учебные заведения
- Украинская академия банковского дела Национального банка Украины
- Сумской государственный университет
- Сумской государственный педагогический университет имени А. С. Макаренко
- Сумской институт Межрегиональной академии управления персоналом
- Сумской национальный аграрный университет
- Сумской филиал Харьковского национального университета внутренних дел
- Сумское высшее артиллерийское командное дважды Краснознамённое училище им. М.В. Фрунзе (существовало с 1918 до 2007 г.)

На территории училища (института) размещаются: 27 реактивный артиллерийский полк (с 2008 г.), кафедра военной подготовки Сумского государственного университета, «Государственный лицей-интернат с усиленной военно-физической подготовкой „Кадетский корпус“ имени И. Г. Харитоненко». С 8 сентября 2011 года учебное заведение получило название «Государственный лицей-интернат с усиленной военно-физической подготовкой „Кадетский корпус“ имени И. Г. Харитоненко».
Колледжи, техникумы, училища
- Гуманитарно-экономический колледж
- Машиностроительный колледж Сумского государственного университета
- Сумское высшее профессиональное училище строительства и дизайна
- Сумское высшее училище искусств и культуры им. Д. С. Бортнянского
- Сумское училище профессиональной подготовки работников милиции
- Сумской гуманитарно-экономический колледж
- Сумской кооперативный техникум
- Сумской медицинский колледж
- Сумской строительный колледж
- Сумский колледж пищевой промышленности
- Сумской филиал Государственной академии статистики, учета и аудита Госкомстата Украины
- Техникум Сумского национального аграрного университета
- Сумской филиал Харьковского национального университета внутренних дел

## Культура

##### Сумские дома культуры
- Дворец детей и юношества (ул. Соборная, 37);
- Дом культуры АО «НПО им. Фрунзе» (пл. Горького, 5);
- Дом культуры ЧРЗ (ул Привокзальная, 2);
- Дом культуры «Химик» (ул. Мира. 28);
- Молодежный центр «Романтика» (ул. Героев Сумщины, 3);
- Сумской городской центр досуга молодёжи.

#### Библиотеки
В городе действует центральная библиотечная система как для взрослых, так и для детей — в соответствии с отдельными библиотечными учреждениями и филиалами.
Известные библиотеки Сум:
- Областная универсальная научная библиотека (ул. Героев Сумщины, 10);
- Областная библиотека для детей (ул. Петропавловская, 51);
- Центральная городская библиотека им. Т. Г. Шевченко (ул. Кооперативная, 6);
- Библиотека Конгресс-центра СумГУ (ул. Покровская, 9/1)

Библиотеки работают при образовательных, клубных и музейных учреждениях, в частности значительным библиотечным учреждением является Библиотека украинской академии банковского дела НБУ.
Театры
- Сумской дворец культуры имени М.В.Фрунзе
- Сумской театр для детей и юношества
- Сумской театр драмы и музыкальной комедии им. М.С. Щепкина

Музеи
- Сумской областной художественный музей им. Н. Х. Онацкого (Покровская пл., 1)
- Сумской областной краеведческий музей (ул. Герасима Кондратьева, 2) — крупнейшее собрание предметов истории и культуры Сумщины;
- Муниципальная галерея («Полоса», ул. Соборная, 27) — создана 2009 года, главным назначением должно знакомить сумчан и гостей города с искусством, прежде всего современным, в форме выставок, культурных акций, презентаций и тому подобное;
- Музей народного образования области (Сумской педагогический музей; ул. Прокофьева, 38) — создано 1984 года, содержится в помещении областного управления образования и науки. Работают 4 музейных зала, которые рассказывают о началах и достижениях Сумщины на педагогической ниве, в частности о первом высшем педагогическом заведении Украины — Глуховский учительский институт (открылся 1874 года), также о дошкольном образовании, развитии творческой личности ребёнка, отдельные витрины посвящены выдающимся педагогам и просветителям, чьи деятельность и жизненные пути связаны с Сумщиной. Сумской педагогический музей считается по уровню вторым после киевского педагогического музея. Ежегодно его посещают около 10 000 человек.[39]
- Музей развития банковского дела на Сумщине и истории денег (ул. Петропавловская, 57);
- Музей истории альпинизма (ул. Мира, 24);
- Постоянно действующая выставка под открытым небом деревянных скульптур возле пляжа «Студяга»
- Сумской дом-музей А. П. Чехова (ул. Чехова, 79);

Кинотеатры
- кинотеатр «Дружба» (просп. Шевченко, 20) - главный и крупнейший в городе (на 800 мест); значительный культурный центр, никогда не прекращавший свою работу от ввода в эксплуатацию в 1972 году; находится в коммунальной собственности;
- кинотеатр «Космос» (вул. Покровская, 12) — меньший по размерам (170 посадочных мест), уютный (мягкие сиденья) и осовремененный (Dolby Digital), реконструкцию и переоборудование осуществлено благодаря приватизации во 2-й пол. 2000-х годов;[40]
- кинотеатр «Планета Кино» (ул. Харьковская, 2/2) — современный пятизальный кинокомплекс (на 600 зрителей), для кинопоказов используются ведущие технологии и оборудование Christie, Dolby и Kinoton.[41]

### Парки
Парк «Сказка»
Детский парк «Сказка» было построено в 1985 году к 40-й годовщине Победы СССР над Германией в Великой Отечественной войне. В парке есть несколько аттракционов, озёра, крепости, разнообразные скульптуры сказочных персонажей.
Парк имени Ивана Кожедуба
Центральному парку культуры и отдыха в городе Сумы присвоено имя Ивана Кожедуба. Также при входе в парк установлен памятник Ивану Кожедубу к 350-летию города в 2004 году. Парк раскинулся на берегу реки Псёл в парке есть аттракционы разнообразные скульптуры. Также в парке расположен стадион «Юбилейный».

## Экономика

### Промышленность
В городе работает Сумское НПО (до 2015 года им. М. В. Фрунзе) — машиностроительный комплекс, выпускающий изделия и агрегаты для нефтегазовой, атомной (главные циркуляционные насосы) и химической промышленности, созданный на базе машиностроительного завода имени Фрунзе (дочернее предприятие «Завод утяжеленных бурильных и ведущих труб» УБВТ).

### Торговые центры
- ТРЦ «Атриум»
- ТРЦ «Лавина»
- ТРЦ «Мануфактура»
- ТЦ «Евробазар»
- ТРЦ «Киев»
- Центральный универмаг г. Сумы

### Базары
- Центральный рынок
- Рынок по ул. СКД
- Рынок на 10-м микрорайоне
- Харьковский рынок
- Рынок «Привокзальный»
- Сумской крытый рынок

## Транспорт
Сумы имеет отличную транспортную развязку. Автомобильными дорогами связывается с окружающими его Черниговской, Харьковской, Полтавской, а также и другими городами Украины. В городе функционирует Центральный автовокзал (ул. Степана Бандеры 40) и автостанция (ул. Кузнечный проезд). С центрального автовокзала города Сумы отправляется множество автобусов междугороднего значения по ближайшим областям, а также в такие города Украины как Киев, Хмельницкий, Львов, Ивано-Франковск, Харьков, Днепр, Запорожье. Пассажиропоток на центральном автовокзале — 100 пассажиров в час.
Воздушный
В Сумах, на данный момент, действует международный аэропорт ОКП «Аэропорт Сумы», обеспечивает приём нерегулярных рейсов по предварительному согласованию. Аэропорт был основан ещё в 1978 году. Но после распада Советского Союза, пассажиропоток значительно уменьшился, что привело убыточности аэропорта. С 2006 года, аэропорт Сумы возобновил работы и способен принимать воздушные суда типа ТУ-134 (с ограничениями), Ан-24, Як-40 и суда классом ниже. Пропускная способность терминала — 100 человек в час.
Железнодорожный
В Сумах, в черте города, действует один железнодорожный вокзал, которые принимают курсирующие поезда дальнего следования и пригородные электропоезда.
- Железнодорожный вокзал Сумы — является станцией Южной железной дороги.

Через Центральный железнодорожный вокзал города Сумы курсирует масса поездов междугородних направлений, соединяя город с Киевом, Харьковом, Полтавой и другими административными единицами Украины. Основными маневровыми тепловозами на станции являются: ЧМЭ-3 и ТГМ. Основными магистральными тепловозами и дизель-поездами являются 2ТЭ116, ТЭП70, ДР1А, рельсовые автобусы 620М. Вокзал станции Сумы был капитально отремонтирован в 2008 году.
- Железнодорожный вокзал «Сумы -Товарный». Принимает поезда пригородного значения.

###### Маршрутные такси и автобусы
В 2011 году схема движения маршрутных такси и автобусов в городе была изменена. Теперь в Сумах действуют 23 маршрута в режиме маршрутного такси и 13 автобусных маршрутов, которые охватывают весь город и его окрестности. Самой употребляемой моделью маршрутных такси является Рута — 25, автобусов Богдан А092 и БАЗ А079 «Эталон». Также маршрутными такси осуществляются регулярные пассажирские междугородние перевозки в: Киев, Харьков, Кременчуг, Полтаву, Днепр.
Маршруты в черте города и пригорода: маршрутное такси:
- Маршрут № 2 «ул.Сумской теробороны — Пр.Свободы»
- Маршрут № 4 «Аэропорт — Химгородок»
- Маршрут № 5 «Роменская — Химгородок»
- Маршрут № 7 «Химгородок — Барановка»
- Маршрут № 8 «Васильевка — Тополянская»
- Маршрут № 10 «Косовщина — Героев Крут»
- Маршрут № 11 «Тепличный — Тепличный»
- Маршрут № 12 «Тимирязевка — Тимирязевка»
- Маршрут № 13 «Тепличный — Черепина»
- Маршрут № 17А «Роменская — Химгородок»
- Маршрут № 18 «Веретеновка — Героев Крут»
- Маршрут № 19 «Роменская — Ковпака»
- Маршрут № 20 «Аэропорт — Ковпака»
- Маршрут № 21 «Пр.Свободы — Пр.Свободы»
- Маршрут № 22 «Веретеновка — Химгородок»
- Маршрут № 51 «Песчаное — Пр.Свободы»
- Маршрут № 52 «ул.Сумской теробороны — Пр.Свободы»
- Маршрут № 55 «Роменская — Героев Крут»
- Маршрут № 56 «Анновка — Химгородок»
- Маршрут № 61 «Автовокзал — Химгородок»

Автобусы:
- Маршрут № 51А «Песчаное — Центр»
- Маршрут № 57A «Барановка — Центр»
- Маршрут № 58A «Басы — Тополянская»
- Маршрут № 59 «Веретеновка — Басы»
- Маршрут № 59A «Басы — Центр»
- Маршрут № 60А «В.Песчаное — Центр»
- Маршрут № 62 «Барановка — Аэропорт»
- Маршрут № 63 «Анновка — Басы»
- Маршрут № 64 «Добровольная — ЦГБ — Добровольная»
- Маршрут № 64А «Добровольная — Центр»
- Маршрут № 67 «Пр.Свободы — Косовщина»

Троллейбусы
Движение сумских троллейбусов было открыто 25 августа 1967 года по маршруту № 1 «Красная площадь — ул. Харьковская — Химгородок». В 1968—1969 годах были введены новые линии от центра города к спальным районам.
В 1969 году было окончено строительство первого троллейбусного депо в городе Сумы в районе Химгородка.

## Спорт
Футбольный клуб «Сумы» — основан в 2016 году, выступает во Второй лиге.
Хоккейный клуб на траве «Сумчанка» — 15-ти кратный чемпион Украины, обладатель европейского кубка Трофи, финалист Кубка обладателей кубков.
ФЦ «Барса» — детско-юношеский футбольный центр.
Дворец студенческого спорта СумГУ (ул. Прокофьева, 32). Это домашняя арена аффк «Суми», ГК «ШВСМ-СумДУ»..
Стадион «Юбилейный» (вул. Гагарина, 9) — это домашнее поле ФК «Альянс», ФК «LS Group»
СК «Авангард» (вул. Труда, 3А) футбольный стадион, в бывшем главная спортивная арена города, до 2001 года, когда было завершено строительство стадиона «Юбилейный».
Бассейн СумГУ (ул. Римского-Корсакова, 2а).
СК "Олимп" (ул. Герасима Кондратьева, 165) — теннисный корт и баскетбольное поле.
СК "Динамо" — ул. Герасима Кондратьева, 32) - бокс и бассейн

## СМИ
Газеты
«Ваш Шанс» (6,307 тыс. чел.) — 52,96 %
«Панорама» (1,401 тыс. чел.) — 11,76 %.
«ДС-Экспресс» (4,199 тыс. чел.) — 35,28 %
Телеканалы
- Суспільне телебачення UA: СУМИ — региональний телеканал Сумской области
- ТРК «Відікон»
- Академ-ТБ

FM-радиостанции
- 87,7 МГц — «Power FM»
- 88,1 МГц — UA: Українське радіо. Суми
- 88,6 МГц — «NRJ»
- 89,1 МГц — «Радіо РОКС Україна»
- 89,8 МГц — «Радіо П'ятниця»
- 90,3 МГц — «Наше радіо»
- 90,9 МГц — "Радіо «НВ»
- 91,3 МГц — «Радіо Промінь»
- 100,8 МГц — «Країна ФМ»
- 101,4 МГц — «Kiss FM»
- 102,6 МГц — «Перець FM»
- 103,4 МГц — «Хіт FM»
- 105,1 МГц — «Радіо Релакс»
- 105,6 МГц — «Радіо Байрактар»
- 106,4 МГц — «Шансон»
- 107,0 МГц — «Діва-Радіо»
- 107,9 МГц — «Авторадио-Україна»

## Персоналии
Среди известных жителей города: 12 Героев Советского Союза (Г. С. Гребченко, Ф. Ф. Дудник, Н. М. Епимахов, Д. А. Карабан, Н. Н. Кононенко, П. А. Мирошниченко, В. С. Нагорный, Л. Е. Поляков, А. А. Ройченко, С. П. Супрун, Е. М. Терезов, П. В. Рубан, несколько Героев Социалистического Труда (Кириченко, Григорий Фёдорович, Коваленко, Иван Тимофеевич, Ковалёв, Алексей Павлович, Кривич, Мария Ивановна и др.).
Кавалеры ордена Трудовой славы, чья жизнь и деятельность были связаны с городом Сумы:
Шаповалов, Григорий Иванович. Работал формовщиком, бригадиром формовщиков, мастером с 1966 по 1976 год на Сумском машиностроительном заводе им. М. В. Фрунзе, с 1976 по 1985 год в Сумском машиностроительном производственном объединении им. М. В. Фрунзе, с 1985 по 1994 год в Сумском машиностроительном научно-производственном объединении им. М. В. Фрунзе. Награждён орденами Трудовой Славы 1-й, 2-й и 3-й степеней. Почётный фрунзенец объединения
Заслуженные деятели искусств Украины, чья жизнь и деятельность были связаны с городом Сумы:
Архипов Герман Борисович — актёр, режиссёр, продюсер, эксперт жюри Украинских и Международных театральных фестивалей, Член Национального союза театральных деятелей Украины (1993) и Международного союза деятелей театра кукол UNIMA-УКРАИНА (2014), театральный педагог, профессор, заслуженный деятель искусств Украины (2016). Служил в Сумском областном академическом театре драмы и музыкальной комедии им. М. С. Щепкина в должности актёра и режиссёра с 1988 по 1999.
Мартюшов Анатолий Иванович — актёр, режиссёр. Служил в Сумском областном театре для детей и юношества в должности главного режиссера театра. Заслуженный деятель искусств Украины (1999).
Прихожай Владимир Иванович — композитор, пианист, аранжировщик, педагог. Дипломант и лауреат международных джазовых фестивалей. В настоящее время (на 2020 г.) руководит музыкальной частью Сумского областного театра для детей и юношества. Заслуженный деятель искусств Украины.

Лауреаты Государственных премий, чья жизнь и деятельность были связаны с городом:
- Карбовничий, Василий Артёмович — политик, организатор производства, директор Сумского машиностроительного завода имени М. В. Фрунзе, первый директор Всесоюзного научно-исследовательского технологического института химического, насосно-компрессорного и арматурного машиностроения (НИИтехмаш) в Сумах. Лауреат Сталинской премии (1952).

## Города-побратимы
- Банска-Бистрица, Словакия (сентябрь 2016)[46][47][…]
- Враца, Болгария (25 июля 1966)[48][49][…]
- Гожув-Велькопольски, Польша (2006)[48][50][…]
- Гуйян, Китай (26 октября 2021)[51][52]
- Замостье, Польша[53][54]
- Кутаиси, Грузия (сентябрь 2018)[55][56][…]
- Люблин, Польша (21 июня 2002)[48][57][…]
- Мажейкяй, Литва (1 октября 2020)[58][52]
- /  Нитра, Словакия / Королевство Венгрия[48]
- Острава, Чехия[48]
- Сакраменто, США (15 августа 2023)[59][60]
- Синьсян, Китай (25 октября 2018)[61][52]
- Харбин, Китай (7 января 2020)[62][52]
- Тавастгус, Финляндия (31 января 2024)[63]
- Целле, Германия (17 января 1990)[48][64][…]
- Чжуцзи, Китай (ноябрь 2018)[65][52]

- Сакраменто, США (2023)[66]